# Жарњаци
Жарњаци су животиње из типа Cnidaria и представљају најједноставније еуметазое, радијално симетричног тела. Постоји око 11000 врста. Заједно са типом реброноша (Ctenophora) припадају групи дупљара.

## Општи план грађе
Телесни зид се састоји од спољашњег ектодермиса и унутрашњег ендодермиса, а између ова два слоја је нећелијска мезоглеја. Телесни зид обавија тзв. гастро-васкуларну дупљу у којој се поред варења хране врши и транспорт сварене хране до свих делова тела [гастер= желудац; вас =крвни суд]. Ова дупља има само један отвор преко кога улазе хранљиви састојци и излазе несварени састојци. Хране се ситним организмима које хватају тентакулама (пипцима) и убацују кроз усни отвор. Варење хране је унутарћелијско и врши се у ћелијама са псеудоподијама, које се налазе у ендодермису. Жарњаци, Chrysaora fuscescens(као и сунђери), немају крвни, респираторни ни екскреторни систем.

## Ћелије епидермиса
У епидермису се налазе епителомишићне ћелије, које учествују у покретању читавог организма или његових делова (тентакула), затим се налазе жарне ћелије или книде и нервне ћелије. Жарне ћелије су нарочито сконцентрисане на тентакулама које служе за хватање плена, а могу имати улогу и у одбрани.

## Нервни систем
Код жарњака се први пут у живом свету јавља нервни систем и то у најпростијем облику - дифузан (мрежаст) нервни систем. Нервне ћелије су разбацане без неког нарочитог реда по епидермису и међусобно су повезане у мрежу (дифузум).

## Морфолошки облици
Жарњаци се јављају у два облика као полип и медуза. Код жарњака који имају оба ова облика, долази до смене генерација. Полип је бесполна генерација која се размножава пупљењем (бесполно), а медузе се размножавају полно образовањем гамета (сперматозоида и јајних ћелија). Из оплођене јајне ћелије развија се ларва планула. Полипи су сесилни организми, док су медузе слободнопливајуће. Разликују се и по облику - медузе су облика кишобрана, а полипи имају цилиндричан облик.

## Класификација
Класификација жарњака извршена је према томе који морфолошки облик имају. Деле се на три класе:
- Hydrozoa, полипи и медузе;
- Scyphozoa, медузе
- Anthozoa, корали и морске сасе,

## Галерија
- Пацифичка морска коприва